# 恐龙游戏
《恐龍遊戲》是一款內建於Google Chrome的橫向捲軸形式網頁遊戲。玩家操控一隻像素风格的小暴龍避開障礙物並取得分數。該遊戲由Google的Chrome用戶體驗團隊於2014年開發。

## 內容
當Google Chrome用戶在離線時嘗試瀏覽網站，瀏覽器會提示並未連接到網際網路，並在錯誤頁面上顯示一隻像素化形象的小暴龍。用戶可以透過按鍵 SPACE 或 ↑ 開始遊戲，Android及iOS使用者則可以直接點按小恐龍。用戶也可以在地址栏輸入chrome://dino或chrome://network-error/-106進入遊戲頁面。

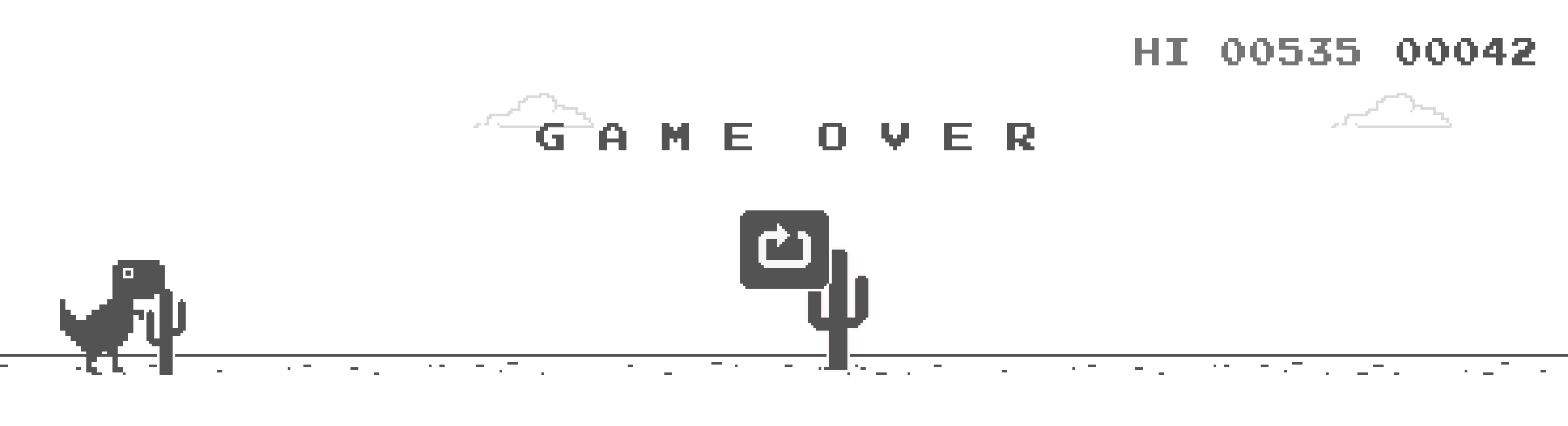
恐龙撞到仙人掌之后的游戏结束画面，附有重玩按钮

《恐龍遊戲》中，小恐龍會在黑白色調的沙漠場景中持續從左往右移動，玩家則需要操控恐龍跳起或蹲下以躲避仙人掌、無齒翼龍等障礙物。玩家可以按下 SPACE、↑ 或在流動裝置上點擊小恐龍使小恐龍跳起；按 ↓ 則可讓其蹲下。恐龙移动速度會隨著時間推进而逐漸加快，直至小恐龍撞到障礙物使遊戲結束。

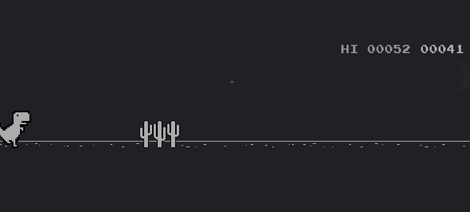
夜色背景下的恐龙游戏

當玩家累積約700分之後，遊戲場景會從原來的白色換成深灰色背景，象徵昼夜更替，雲朵等裝飾則會變成晚上才會出現的月亮和星星等，並隨遊戲進行而在白天和黑夜兩個場景之間切換。玩家技術上需要連續遊玩1700萬年才能達到遊戲所設計的最高分數，對應暴龍在白堊紀﹣古近紀滅絕事件中絕種前於地球上存在的時間。
網絡管理員可以在登錄檔当中禁用《恐龍遊戲》，玩家想要遊玩時則會看到一則錯誤訊息，以及一顆隕石砸向小暴龍的畫面。

## 開發
《恐龍遊戲》由包括塞巴斯蒂安·加布里埃爾（Sebastien Gabriel）、艾倫·貝特斯（Alan Bettes）及愛德華·榮格（Edward Jung）等人組成的Chrome用戶體驗團隊開發，於2014年正式發佈。加布里埃爾設計了遊戲中的小恐龍形象，並將其命名為「孤獨的小暴龍（The Lonely T-Rex）」。在開發階段時，遊戲被冠以「波倫計劃」的代號，以致敬暴龍樂團的主唱馬克·波倫；遊戲的恐龍主題則是開發團隊取自將沒有互聯網連線比喻成史前時代的笑話。
在2014年9月首次發佈時，《恐龍遊戲》不能在較舊的裝置上遊玩，開發團隊遂於同年12月更新並重新發佈其原始碼。無齒翼龍則在2015年一版更新中加入游戏当中作为障碍物。
2018年9月，為慶祝Google Chrome發佈十周年暨《恐龍遊戲》發佈四周年，遊戲中首次加入了彩蛋：在沙漠場景中會出現生日蛋糕，小恐龍吃掉蛋糕的話就會戴上一頂生日帽。同年11月，遊戲新增了儲存玩家最高得分的功能。遊戲的源代碼被發佈在Chromium專案上。
2021年，Google在iOS 14推出讓玩家可以前往chrome://dino遊玩遊戲的小工具，Android亦在同年推出相類似的小工具。同年7月，為慶祝2020年夏季奧林匹克運動會的舉行，遊戲加入了田徑、體操、游泳和馬術等多項奧運會項目的彩蛋元素。

## 相關作品
2020年5月，Microsoft Edge新增了彩蛋遊戲《Surf》，玩家可以操控一名衝浪者避開障礙物並收集道具。跟《恐龍遊戲》一樣，用戶也是可以在離綫時瀏覽網站時的錯誤頁面進行遊玩，但有額外的角色外貌選擇及多種不同的控制方法。
2020年8月，MSCHF與100 Thieves合作推出了此遊戲的模組化版本《Dino Swords》，加入了武器和時間停止等元素。

## 反響
2018年9月，遊戲開發團隊公佈，每月共有約2.7億人次遊玩此遊戲。

## 流行文化
恐龙游戏出现在《辛普森一家》第34季第1集《Habeas Tortoise》開頭的沙发笑话（Couch gag）。